# Helina amamiensis
Helina amamiensis är en tvåvingeart som beskrevs av Shinonaga 2000. Helina amamiensis ingår i släktet Helina och familjen husflugor. Inga underarter finns listade i Catalogue of Life.